# Scotopteryx monodii
Scotopteryx monodii är en fjärilsart som beskrevs av Thierry-mieg 1886. Scotopteryx monodii ingår i släktet backmätare, och familjen mätare. Inga underarter finns listade.